# Piero Ballerini
Piero Ballerini (Como, 20 marzo 1901 – Roma, 30 giugno 1955) è stato un regista e sceneggiatore italiano.

## Biografia
Inizia l'attività nel cinema come assistente alla regia in Francia. Al ritorno in Italia gira il suo primo film, Freccia d'oro, curandone anche la sceneggiatura e diretto assieme a Corrado D'Errico. 
Successivamente dirige altri lungometraggi di scarso interesse. È tra i pochi registi che aderiscono alla Repubblica Sociale Italiana: nell'autunno del 1943 si trasferisce a Venezia, dove vengono frettolosamente installati, in quei mesi, due studi cinematografici. Sua è la regia di Un fatto di cronaca, l'ultimo film interpretato da Osvaldo Valenti e Luisa Ferida. Nel dopoguerra riprende la sua attività di regista e sceneggiatore con pellicole di carattere commerciale. 
Era sposato con l'attrice Milena Penovich
Muore a Roma all'età di 54 anni.

## Filmografia

### Soggetto, sceneggiatore e regista
- Freccia d'oro, co-regia di Corrado D'Errico (1935)
- Piccolo hotel (1939)
- È sbarcato un marinaio (1940)
- La fanciulla dell'altra riva (1942)

### Sceneggiatore e regista
- L'ultima carta (1938)
- La fuggitiva (1941)
- Sempre più difficile (1943)
- Lucia di Lammermoor (1946)

### Regista
- L'ultimo combattimento (1941)
- Alguien se acerca (1948)
- Peppino e la vecchia signora (1954)

### Sceneggiatore
- Il ponte di vetro, regia di Goffredo Alessandrini (1940)
- Il prigioniero di Santa Cruz, regia di Carlo Ludovico Bragaglia (1941)
- Lohengrin, regia di Max Calandri (1947)
- Emigrantes, regia di Aldo Fabrizi (1948)
- Cenerentola, regia di Fernando Cerchio (1949)
- Sua Altezza ha detto: no!, regia di Maria Basaglia (1954)

### soggetto e sceneggiatore
- Due cuori, regia di Carlo Borghesio (1943)

### sceneggiatore, regista e montatore
- La sonnambula (1941)
- Fatto di cronaca (1945)
- L'angelo del miracolo (1945)